# Синее (озеро, Ленинградская область)
Синее (фин. Tietäväjärvi) — озеро на территории Мельниковского сельского поселения Приозерского района Ленинградской области.

## Общие сведения
Площадь озера — 0,6 км². Располагается на высоте 10 метров над уровнем моря.
Форма озера продолговатая: вытянуто с севера на юг. Берега преимущественно заболоченные.
Через озеро протекает река Дымовка, которая, втекает в реку Вуоксу.
Название озера переводится с финского языка как «знающее озеро».
Код объекта в государственном водном реестре — 01040300211102000012516.